# Caminiaga
Caminiaga é uma comuna da província de Córdoba, na Argentina.